# 天主教門迪教區
天主教門迪教區（拉丁語：Dioecesis Mendiensis）是巴布亞紐幾內亞一個羅馬天主教教區，屬芒特哈根總教區。
1958年11月13日設宗座監牧區，1965年6月6日升為代牧區。1966年11月15日升為教區。
2004年有教友71,832人（佔轄區總人口13.1%）、十六個堂區、廿四名司鐸。現任教區主教為多納爾德·利佩特。